# Риккарди, Алессио
Алессио Риккарди (итал. Alessio Riccardi; родился 3 апреля 2001) — итальянский футболист, полузащитник клуба «Латина».

## Клубная карьера
Уроженец Рима, Алессио начал играть в футбол в детской команде «Лацио» по мини-футболу, но в возрасте восьми лет стал игроком футбольной академии клуба «Рома». 14 января 2019 года дебютировал в основном составе «Ромы» в матче Кубка Италии против «Виртус Энтелла», выйдя на замену Лоренцо Пеллегрини. 24 октября 2019 года был включён в заявку «Ромы» на матч группового этапа Лиги Европы против мёнхенгладбахской «Боруссии», однако на поле не вышел.
8 сентября 2020 года отправился в сезонную аренду в клуб «Пескара». 30 сентября 2020 года дебютировал в основном составе «Пескары» в матче Кубка Италии против «Сан-Николо», отличившись забитым мячом.

## Карьера в сборной
Выступал за сборные Италии до 15, до 16, до 17, до 19 и до 20 лет.
В мае 2018 года был капитаном сборной Италии до 17 лет на юношеском чемпионате Европы в Англии. На турнире забил два гола: 7 мая в матче группового этапа против Англии и 20 мая в финале против Нидерландов. Итальянцы заняли на турнире второе место, проиграв сборной Нидерландов по пенальти, а Риккарди был включён в символическую «команду турнира».